# محمد علي ديالو
محمد علي ديالو (بالفرنسية: Mohamed Ali Diallo)‏ (5 مايو 1978 - ) هو لاعب كرة قدم باركينسي، يلعب كمدافع، شارك في كأس الأمم الأفريقية 2004.

## وصلات خارجية
- محمد علي ديالو على موقع قاعدة بيانات كرة القدم.إي يو (الإنجليزية)
- محمد علي ديالو على موقع ناشيونال فوتبول تيمز (الإنجليزية)